# إبراهيم بدران
إبراهيم جميل بدران (27 أكتوبر 1934 - 18 ديسمبر 2015 ) طبيب مصري وأستاذ الجراحة بكلية طب القصر العيني ورئيس جامعة القاهرة ووزير الصحة ورئيس أكاديمية البحث العلمي 1980 ورئيس المجمع العلمي المصري، ورئيس مجلس أمناء جامعة النيل.

## سيرته
ولد إبراهيم بدران في 27 أكتوبر 1934 بالقاهرة. متزوج. حصل على بكالوريوس الطب والجراحة 1947، دبلوم 1948، دكتوراه في الجراحة العامة 1951. أستاذ الطب والجراحة بجامعة القاهرة، وكيل كلية الطب جامعة القاهرة 1966، نائب رئيس الجامعة 1974، وزير الصحة 1976، رئيس جامعة القاهرة 1978، رئيس أكاديمية البحث العلمي 1980. عضو المجالس القومية المتخصصة، رئيس مجلس بحوث الصحة والدواء بأكاديمية البحث العلمي، رئيس جمعية تنمية المجتمعات الجديدة بوزارة التعمير والإسكان، عضو الهيئة الاستشارية بهيئة الصحة العالمية بجنيف، عضو المتب الاستشاري بمكتب هيئة الصحة العالمية لشرق البحر الأبيض المتوسط، عضو الجمعية الطبية العالمية في بروكسل، عضو المركز الفرنسي للعلوم والطب بباريس.

## مؤلفاته
له مؤلفات منها:
1. كتاب في ثلاثة أجزاء في الجراحة العامة.
2. نظرة مستقبلية للتعليم الجامعي في مصر.
3. نظرة مستقبلية للبحث العلمي والتطوير التكنولوجي في مصر.

عدا عدة بحوث في الجراحة العامة.

## تكريم وجوائز
- حصل على وسام العلوم والتعليم من الجمهورية الفرنسية 1080
- وسام الجمهورية من الطبقة الأولى ووسام جوقة الشرف من درجة فارس في فرنسا 1983
- الدكتوراه الفخرية من جامعة المنوفية في فلسفة العلوم 1984، ومن الجامعة الأمريكية بالقاهرة 1988
- وسام العلوم والفنون
- جائزة الدولة التقديرية في العلوم 1985.